# Haushaltssicherungskonzept
Das Haushaltssicherungskonzept (z. T. auch Haushaltskonsolidierungskonzept genannt) ist eine seit 1987 in den deutschen Gemeindeordnungen vorgesehene Maßnahme, die zur Sanierung kommunaler Haushalte vorgesehen ist und darauf abzielt, in einem Zeitraum von bis zu zehn Jahren eine vollständige Ausgabendeckung zu erreichen. Das Haushaltssicherungskonzept stellt eine gesetzlich erzwungene Haushaltskonsolidierung auf kommunaler Ebene dar. In den 1990er Jahren adaptierten alle Bundesländer in unterschiedlichen Variationen und Regulierungstiefen dieses Instrument der Kommunalaufsicht in ihren Gemeindeordnungen. Es kann eine repressive Funktion zu Wiederherstellung des Haushaltsausgleichs aber auch die Funktion einer Bedingung zur Gewährung zusätzlicher Zuweisungen, besitzen.

## Rechtsgrundlagen
Das Postulat des Haushaltsausgleichs ist in den verschiedenen GemO der Bundesländer als finanzwirtschaftliches Ziel vorgegeben (z. B. § 75 Abs. 2 GemO NRW; wird im Folgenden zitiert) und im Übrigen auch in der Verfassung geregelt (Art. 110 Abs. 1 Satz 2 GG). Wenn ein kommunaler Haushalt jedoch nicht ausgeglichen werden kann, ist nach § 76 Abs. 1 GemO NRW (ähnliche Regelungen finden sich auch in anderen GemO) seit 1991 ein Haushaltssicherungskonzept erforderlich. Die erstmalige Verwendung des Kriseninstrumentariums im Gemeindefinanzierungs-Gesetz NRW 1987 und seine Hintergründe haben zur endgültigen Übernahme des Instrumentariums der Haushaltssicherung in die Gemeindeordnung NRW geführt.
Voraussetzung eines Haushaltssicherungskonzepts ist in der Kameralistik, dass die Ausgaben die Einnahmen übersteigen, also ein Haushaltsdefizit vorliegt. Dieses Defizit kann nur noch durch Auflösung von Ausgleichsrücklagen oder Kreditaufnahmen ausgeglichen werden. Kann ein Defizit nicht durch die Auflösung einer Ausgleichsrücklage gedeckt werden, muss die Allgemeine Rücklage angegriffen werden. Dies bedarf einer Genehmigung der Aufsichtsbehörde und in den Fällen des § 76 GemO der Aufstellung eines Haushaltssicherungskonzepts. Je nach Umfang der Inanspruchnahme der Allgemeinen Rücklage kann die Pflicht zur Aufstellung eines Haushaltssicherungskonzepts auch früher ausgelöst werden. Auch das Haushaltssicherungskonzept bedarf einer Genehmigung der Aufsichtsbehörde (§ 76 Abs. 2 GemO) und muss den Zeitpunkt bestimmen, zu dem ein Haushaltsausgleich wieder erreicht werden kann. Das  Haushaltssicherungskonzept ist getrennt nach Verwaltungs- und Vermögenshaushalt vom Gemeinderat zu beschließen (§ 41 Abs. 1h GemO). Die vom Haushaltssicherungskonzept betroffenen Gemeinden erhalten auf Antrag über ihre Aufsichtsbehörde so genannte Bedarfszuweisungen, die zweckgebunden nur für den Ausgleich eines Haushaltsdefizits verwendet werden dürfen. Bei Doppik müssen die ordentlichen Einnahmen die ordentlichen Ausgaben decken. Ist dies nicht der Fall, muss auch hier ein Haushaltssicherungskonzept beantragt werden. Eine Genehmigung des Haushaltssicherungskonzepts kann jedoch durch die Kommunalaufsicht nur erteilt werden, wenn spätestens im zehnten Jahr nach dem betroffenen Haushaltsjahr eine Ausgabendeckung erreicht werden kann. Ist ein Haushaltssicherungskonzept nicht genehmigungsfähig, muss ein kommunaler Nothaushalt aufgestellt werden (§ 82 GemO). Sofern die Allgemeine Rücklage vollständig zum Zwecke des Haushaltsausgleichs aufgezehrt worden ist, liegt nach § 75 Abs. 7 GemO Überschuldung vor.
Das Haushaltssicherungskonzept greift in die kommunale Finanzhoheit als Teil der verfassungsrechtlichen Selbstverwaltungsgarantie (Art. 28 Abs. 2 GG) jedenfalls dann nicht unverhältnismäßig ein, wenn die Kommunalaufsicht eine beabsichtigte Senkung der kommunalen Steuereinnahmen beanstandet und aufhebt. Aus den GemO ergebe sich die haushaltsrechtliche Pflicht für die Gemeinden, alles zu unternehmen, um durch Zurückführung der Ausgaben und Erhöhung der Einnahmen dieses Ziel so schnell wie möglich zu erreichen. Insbesondere beinhalte dies die Pflicht, von Einnahmen mindernden Maßnahmen grundsätzlich abzusehen. Allerdings hat es das BVerwG in diesem Urteil der Kommunalaufsicht untersagt, der Gemeinde im Falle eines unausgeglichenen Haushalts alternativlos vorzuschreiben, was sie zu tun hat. Auch wenn die Finanzlage der betreffenden Gemeinde sehr angespannt und unter Umständen selbst die Erfüllung der Pflichtaufgaben nicht mehr sichergestellt sei, liege es innerhalb des Gestaltungsspielraums der Gemeinde, durch ihre demokratisch gewählten Organe zu entscheiden, wie die notwendige Reduzierung freiwilliger Leistungen und die Erzielung zusätzlicher Einnahmen (z. B. durch Abgaben und Steuern) erfolgen solle. Ein Eingriff ist aber zulässig, wenn das vorgelegte Haushaltssicherungskonzept nicht erkennen lässt, wie Einnahmeverluste hinreichend verlässlich ausgeglichen werden sollen.
Das durch Art. 106 Abs. 6 Satz 2 GG i. V. m. § 25 Abs. 1 GrStG und § 16 Abs. 1 GewStG eingeräumte Hebesatzrecht dient der Sicherung einer angemessenen Finanzausstattung der Gemeinden. Einerseits ermöglicht es ihnen, Unterschiede in der Belastung und in der Ergiebigkeit der zugewiesenen Steuerquellen auszugleichen. Die Gemeinden sollen andererseits die Möglichkeit haben, ihre Einnahmen durch Anhebung der Gewerbesteuer an den Finanzbedarf anzupassen und damit angesichts wachsender Haushaltslasten handlungsfähig zu bleiben. Die kommunale Finanzhoheit besteht jedoch nicht darin, dass die Gemeinde nach Belieben frei schalten kann, sondern darin, dass sie verantwortlich disponiert und bei ihren Maßnahmen auch ihre Stellung innerhalb der Selbstverwaltung des modernen Verwaltungsstaates und die sich daraus ergebende Notwendigkeit des Finanzausgleichs in Betracht zieht.

## Wirtschaftliche Fragen
Das Haushaltssicherungskonzept war ursprünglich als Ausnahmeregelung gedacht, ist jedoch in Kommunen zu einem weit verbreiteten Phänomen geworden. Jeder öffentliche Haushalt steht unter dem Postulat des Haushaltsausgleichs. Haushaltsausgleich bedeutet, dass im Haushalt die Ausgaben durch entsprechende Einnahmen gedeckt werden und somit kein Haushaltssaldo besteht. Ein Haushaltsüberschuss ist aus finanzwirtschaftlicher Sicht mit einem ausgeglichenen Haushalt gleichgestellt. Zu vermeiden sind jedoch Haushaltsdefizite, also der Abbau von Eigenkapital und damit der Verlust von kommunalem Vermögen. Damit ist das Haushaltssicherungskonzept ein Frühindikator kommunaler Finanzkrisen.

## Haushaltsspezifische Begriffe
Im kameralen Haushaltsrecht beruht das System des Haushaltsausgleichs auf den Begriffen „materieller und formeller Ausgleich“, „originäres und strukturelles Defizit“ und beantwortet zudem die Frage nach der Nachrangigkeit des Haushaltssicherungskonzepts. Formell ist jeder Haushalt ausgeglichen, nämlich letztlich durch Rücklagenauflösungen und/oder Kreditaufnahmen. Materiell ist der Haushalt ausgeglichen, wenn die Einnahmen mit den Ausgaben identisch sind und die Einnahmen keine aufgenommenen Kredite enthalten. Aus der Subsidiarität der Kreditaufnahme folgt, dass der Haushaltsausgleich grundsätzlich materiell zu verstehen ist. Die Bundes- und Landesgesetze fordern lapidar einen Ausgleich der Einnahmen und Ausgaben (Art. 110 Abs. 1 GG, § 75 Abs. 3 GemO). Dabei wird ein wesentlicher Teil kommunaler Einnahmen aus dem so genannten kommunalen Finanzausgleich generiert. Materiell ist ein Haushalt ausgeglichen, wenn auch die planmäßigen Tilgungen für Altkredite durch die Einnahmen gedeckt sind. Ist dies nicht der Fall, liegt ein originäres Defizit vor, das zu einem strukturellen Defizit wird, wenn es im nächsten Haushaltsjahr nicht ausgeglichen werden kann und durch neue (originäre) Defizite vergrößert wird. Die Nachrangigkeit des Haushaltssicherungskonzepts entscheidet darüber, ob eine Kommune vorrangig Finanzreserven in Gestalt von Vermögen, Steuererhebungen, Umlageerhöhungen oder Krediten ausschöpfen muss, bevor mittels Haushaltssicherungskonzept vom Haushaltsausgleichsgebot abgewichen werden kann.
Werden Defizite durch Kreditaufnahmen – zwecks formalen Haushaltsausgleichs – ausgeglichen, so tauchen weitere haushaltsspezifische Begriffe auf. Die Neuverschuldung bezeichnet den über Kredite finanzierten Teil eines Haushalts. Dabei wird zwischen der Bruttoneuverschuldung (Bruttokreditaufnahme) und Nettoneuverschuldung (Nettokreditaufnahme) unterschieden. Die für einen Haushalt im Haushaltsjahr neu aufgenommenen Verbindlichkeiten sind Bruttoneuverschuldung. Als Nettoneuverschuldung wird die Bruttoneuverschuldung abzüglich der im Haushaltsjahr getilgten Alt-Verbindlichkeiten bezeichnet. Ist die Nettoneuverschuldung gleich Null, so wurde die Bruttoneuverschuldung ausschließlich zur Tilgung alter Schulden verwendet. Diese ungesunde Entwicklung lässt darauf schließen, dass mindestens die Tilgung, wenn nicht sogar auch die Kreditzinsen, nicht durch Einnahmen gedeckt werden konnten. Mit dieser Unterscheidung soll visualisiert werden, ob und inwieweit neue Kreditaufnahmen auch oder ausschließlich zur Tilgung alter Kredite verwendet werden.
Die Rechtslage im Rahmen des Neuen Kommunalen Finanzmanagements wirkt sich auch auf das Haushaltssicherungskonzept aus. Der Haushaltsausgleich wird zukünftig für den Ergebnishaushalt verlangt, in dem sich ordentliche Erträge und Aufwendungen auszugleichen haben. Das Erfordernis eines Haushaltssicherungskonzepts wird allerdings nicht mehr unmittelbar an das Nichterreichen des Haushaltsausgleichs geknüpft, sondern an eine – bestimmte Maßstäbe überschreitende – Verringerung der Allgemeinen Rücklage.